# СКА (хокейний клуб)
Хокейний клуб СКА — хокейний клуб з м. Санкт-Петербурга, Росія. Заснований у 1946 році як ДО ім. С.М.Кірова, з 1948 по 1953 — ЛДО, з 1953 по 1957 — ОДО, з 1957 по 1959 — СКВО, з 1959 — СКА. Виступає у чемпіонаті Континентальної хокейної ліги. 
У вищій лізі — з 1946—1947, 1950—1991, з 1992.

## Досягнення
- Володар Кубка Гагаріна (2015, 2017).
- Бронзовий призер чемпіонату СРСР (1971, 1987).
- Фіналіст Кубка СРСР (1968, 1971).
- Володар Кубка Шпенглера (1970, 1971, 1977, 2010).

## Домашня арена
Домашні ігри команда проводить у Спортивно-концертному комплексі Льодовий палац (12300 глядачів). Кольори клубу синій, білий і червоний.

## Відомі гравці
У перші роки виступів найсильнішими гравцями ленінградської армійської команди були:
- воротарі: С. Литовко, В. Пецюкевич;
- захисники: М. Карпов, А. Нікіфоров, А. Жоголь, І. Іванов, Є. Волков;
- нападаники: Б. Бекяшев, В. Бистров, А. Вікторов, В. Єлесін, В. Погребняк, К. Локтєв, К. Федоров, С. Сальников.

У число найкращих хокеїстів країни включалися:
- воротарі: С. Литовко (1959 і 1965), В. Шеповалов (1970, 1971 і 1975), С. Мильников (1981);
- захисники: В. Єгоров (1971), О. Гусаров (1984), І. Євдокимов (1987);
- нападаники: Д. Копченов (1967), І. Григор'єв (1967—1969), С. Солодухін (1970), В. Солодухін (1972), Ю. Глазов (1972), В. Лавров[en] (1986 і 1987), М. Кравець (1987), І. Власов (1987).

У 1972 році В. Шеповалов і В. Солодухін грали у складі збірної СРСР на ЧС, у ЧС 1989 брав участь С. Халізов. В СКА починали свій шлях відомі хокеїсти ЦСКА А. Дроздов, О. Касатонов, М. Дроздецький, Є. Бєлошейкін, О. Гусаров.

## Тренери
Тренували команду: А. Семенов (1946—1953), А. Вікторов (1953—1957), Є. Воронін (1957—1959), О. Комаров (1959—1962), Є. Бабич (1962—1963), М. Пучков (1963—1973, 1974—1977, 1978—1980, 2002), В. Александров (1973—1974), О. Сівков (1977—1978), І. Ромішевський (1980—1981), Б. Михайлов (1981—1984, 1992—1998, 2002—2005, 2006), Вал. Шилов (1984—1989), Г. Циганков (1989—1991), М. Маслов (1998—1999), Р. Ішматов (1999—2002), Ю. Леонов (2006—2007), Б. Сміт (2007—2010), А. Занатта (2010), В. Сікора  (2010—2011), М. Ржига (2011—2012), М. Кравець (2012), Ю. Ялонен (2012—2014), В. Биков (2014—2015), А. Назаров (2015), С. Зубов (2015—2016), О. Знарок (2016—2018), I. Воробйов (2018—2019), О. Кудашов (2019—2020), В. Брагін (2020—2022), Р. Ротенберг (2022— ).